# 義ノ花成典
義ノ花 成典（よしのはな まさのり、1943年9月4日 - 2020年）は、東京都台東区出身で出羽海部屋に所属した大相撲力士。本名は相河 成典（あいかわ まさのり）。現役時代の体格は189cm、172kg。最高位は東前頭筆頭（1966年11月場所、1971年9月場所）。得意手は右四つ、寄り。

## 来歴・人物
幼い頃に元前頭・桂川が開いた錬成道場で相撲を始め、中学に進むと相撲部に所属。そこでは、東京都の大会で優勝するなど、活躍を見せた。その頃、既に体重が150kgを超えており注目を集め、横綱・千代の山（後の九重親方）に紹介され角界入りを決意。中学校卒業と同時に出羽海部屋へ入門し、1959年5月場所で初土俵を踏んだ。
序ノ口当初より「義ノ花」を名乗り、引退までの14年間で1度も改名する事はなかった（但し、下の名は度々変えていた）。
故障もあり三段目でやや苦しんだが、着実に番付を上げて行き、1963年7月場所では初土俵から僅か4年ほどで十両に昇進。そして、1964年11月場所で新入幕を果たした。しかし、新入幕の場所で左膝を痛めた事もあり暫くは幕内下位に低迷し、一時は十両へ落ちていた。だが、1966年3月場所にて再入幕を果たすと勝ち越しを続け、同年11月場所では最高位となる東前頭筆頭まで番付を上げた。この場所では、6日目に栃ノ海から金星（なお栃ノ海は、この翌日に引退を発表）を獲得するなど健闘したが、6勝9敗と負け越してしまった。
当時としては異例の巨漢であった事から、自身には大鵬から白星を上げるだけの要素があったと自信を持っていたようであるが、結局大鵬は義ノ花に対して全勝を保ったまま引退した。出羽海部屋関係者によると打倒・大鵬に燃えてひそかに対策ノートを書いており、現役時代はそのノートを誰にも見せなかったという。
その後、1971年7月場所では生涯唯一の三賞となる敢闘賞を受賞し、翌9月場所では最高位タイとなる東前頭筆頭に昇進した。だが、膝の故障に苦しめられたため負け越し、三役昇進は成らなかった。
現役晩年は幕内と十両とを往復する状態が続き、西十両11枚目で途中休場した1973年7月場所を以って、29歳で引退した。
引退後は年寄・稲川を襲名し、出羽海部屋付きの親方として後進の指導に当たった。2008年9月、停年退職。共同通信社発刊の令和4年度「大相撲力士名鑑」によると令和2年没とあるが、日時など、詳細未詳。

## 主な戦績
- 通算成績：527勝533敗26休 勝率.497
- 幕内成績：234勝298敗8休 勝率.440
- 現役在位：86場所
- 幕内在位：36場所
- 金星：1個（栃ノ海1個）
- 三賞：1回
  - 敢闘賞：1回（1971年7月場所）
- 各段優勝
  - 十両優勝：2回（1964年9月場所、1968年5月場所）
  - 幕下優勝：1回（1962年11月場所）
  - 三段目優勝：1回（1962年9月場所）
  - 序ノ口優勝：1回（1959年7月場所）

### 幕内対戦成績
| 力士名 | 勝数 | 負数 | 力士名   | 勝数 | 負数 | 力士名 | 勝数 | 負数 | 力士名 | 勝数 | 負数 |
| ------ | ---- | ---- | -------- | ---- | ---- | ------ | ---- | ---- | ------ | ---- | ---- |
| 青ノ里 | 6    | 8(1) | 朝嵐     | 1    | 0    | 朝岡   | 2    | 1    | 浅瀬川 | 3    | 3    |
| 朝登   | 1    | 1    | 旭國     | 0    | 2    | 荒波   | 5    | 0    | 岩風   | 2    | 2    |
| 巌虎   | 1    | 1    | 宇多川   | 4    | 0    | 追風山 | 2    | 2    | 扇山   | 2    | 0    |
| 大位山 | 1    | 0    | 大潮     | 0    | 1    | 大鷲   | 2    | 0    | 魁罡   | 3    | 0    |
| 開隆山 | 4    | 1    | 柏戸     | 0    | 7    | 和晃   | 2    | 0    | 北瀬海 | 0    | 1    |
| 北ノ國 | 3    | 2    | 北の富士 | 0    | 6(1) | 君錦   | 4    | 3    | 清國   | 1    | 6    |
| 黒姫山 | 3    | 3    | 高鉄山   | 5    | 11   | 琴櫻   | 1    | 6    | 金剛   | 5    | 2    |
| 白田山 | 2    | 2    | 錦洋     | 3    | 3    | 麒麟児 | 3    | 3    | 大豪   | 3    | 0    |
| 大受   | 0    | 3    | 大心     | 0    | 2    | 大雪   | 1    | 2    | 大鵬   | 1(1) | 4    |
| 大文字 | 0    | 1    | 大雄     | 8    | 14   | 大竜川 | 3    | 5    | 貴ノ花 | 4    | 1    |
| 高見山 | 6    | 3    | 玉乃島   | 1    | 6    | 鶴ヶ嶺 | 2    | 4    | 照櫻   | 3    | 0    |
| 天水山 | 3    | 0    | 天龍     | 0    | 1    | 時葉山 | 5    | 10   | 栃東   | 4    | 6    |
| 栃勇   | 1    | 1    | 栃王山   | 7    | 7    | 栃ノ海 | 1    | 0    | 栃富士 | 3    | 5    |
| 豊國   | 6    | 1    | 羽黒岩   | 5    | 9    | 羽黒山 | 0    | 1    | 長谷川 | 4    | 6    |
| 花光   | 7    | 4    | 廣川     | 4    | 6    | 房錦   | 2    | 1    | 富士櫻 | 0    | 1    |
| 富士錦 | 5    | 4    | 藤ノ川   | 5    | 3    | 二子岳 | 4    | 11   | 双津竜 | 1    | 0    |
| 前田川 | 0    | 2    | 前の山   | 0    | 6    | 増位山 | 1    | 1    | 明武谷 | 5    | 6    |
| 陸奥嵐 | 2    | 11   | 豊山     | 0    | 6    | 豊山   | 0    | 2    | 吉王山 | 2    | 1    |
| 琉王   | 3    | 3    | 龍虎     | 5    | 1    | 凌駕   | 0    | 1    | 若杉山 | 2    | 1    |
| 若秩父 | 4    | 5    | 若天龍   | 5    | 6    | 若浪   | 4    | 14   | 若鳴門 | 3    | 2    |
| 若ノ國 | 1    | 0    | 若乃洲   | 3    | 2    | 若羽黒 | 1    | 1    | 若二瀬 | 5    | 7    |
| 若見山 | 5    | 2    | 若吉葉   | 1    | 0    | 輪島   | 1    | 2    |        |      |      |

## 場所別成績
| | 一月場所 初場所（東京） | 三月場所 春場所（大阪）   | 五月場所 夏場所（東京）   | 七月場所 名古屋場所（愛知） | 九月場所 秋場所（東京） | 十一月場所 九州場所（福岡） |
| --- | ----------------------- | ------------------------- | ------------------------- | --------------------------- | ----------------------- | --------------------------- |
| 1959年 （昭和34年） | x                       | x                         | （前相撲）                | 西序ノ口22枚目 優勝 8–0     | 東序二段41枚目 5–3      | 東序二段6枚目 4–4           |
| 1960年 （昭和35年） | 西序二段7枚目 1–7       | 西序二段13枚目 3–5        | 東序二段19枚目 3–5        | 西序二段26枚目 3–4          | 西序二段31枚目 4–3      | 東三段目111枚目 4–3         |
| 1961年 （昭和36年） | 東三段目95枚目 4–3      | 東三段目71枚目 3–4        | 西三段目84枚目 4–3        | 西三段目62枚目 4–3          | 西三段目47枚目 4–3      | 東三段目36枚目 4–3          |
| 1962年 （昭和37年） | 西三段目19枚目 1–2–4    | 東三段目33枚目 休場 0–0–7 | 東三段目68枚目 休場 0–0–7 | 西三段目87枚目 4–3          | 東三段目75枚目 優勝 7–0 | 東幕下87枚目 優勝 7–0       |
| 1963年 （昭和38年） | 西幕下8枚目 4–3         | 東幕下5枚目 5–2           | 東幕下筆頭 5–3            | 西十両16枚目 9–6            | 西十両11枚目 6–9        | 西十両16枚目 9–6            |
| 1964年 （昭和39年） | 東十両8枚目 7–8         | 西十両9枚目 9–6           | 東十両6枚目 9–6           | 東十両3枚目 9–6             | 西十両筆頭 優勝 12–3    | 西前頭10枚目 6–7–2          |
| 1965年 （昭和40年） | 西前頭12枚目 8–7        | 東前頭9枚目 6–9           | 西前頭11枚目 6–9          | 西前頭14枚目 6–9            | 西十両筆頭 6–9          | 西十両4枚目 10–5            |
| 1966年 （昭和41年） | 西十両筆頭 8–7          | 西前頭15枚目 9–6          | 西前頭12枚目 8–7          | 西前頭10枚目 8–7            | 東前頭7枚目 10–5        | 東前頭筆頭 6–9 ★            |
| 1967年 （昭和42年） | 東前頭3枚目 7–8         | 西前頭3枚目 4–11          | 東前頭10枚目 10–5         | 西前頭2枚目 7–8             | 西前頭3枚目 5–10        | 西前頭7枚目 10–5            |
| 1968年 （昭和43年） | 西前頭筆頭 0–9–6        | 西前頭11枚目 6–9          | 東十両2枚目 優勝 13–2     | 東前頭7枚目 8–7             | 東前頭5枚目 6–9         | 東前頭10枚目 8–7            |
| 1969年 （昭和44年） | 東前頭8枚目 9–6         | 西前頭4枚目 3–12          | 西前頭9枚目 8–7           | 西前頭6枚目 4–11            | 東前頭12枚目 5–10       | 東十両3枚目 6–9             |
| 1970年 （昭和45年） | 西十両6枚目 6–9         | 西十両8枚目 10–5          | 西十両3枚目 9–6           | 東十両筆頭 8–7              | 西前頭12枚目 9–6        | 西前頭5枚目 6–9             |
| 1971年 （昭和46年） | 西前頭8枚目 7–8         | 東前頭11枚目 9–6          | 西前頭6枚目 7–8           | 西前頭7枚目 10–5 敢         | 東前頭筆頭 4–11         | 東前頭7枚目 1–14            |
| 1972年 （昭和47年） | 東十両3枚目 6–9         | 東十両5枚目 6–9           | 東十両9枚目 8–7           | 東十両6枚目 9–6             | 東十両筆頭 10–5         | 西前頭11枚目 6–9            |
| 1973年 （昭和48年） | 西十両筆頭 9–6          | 西前頭11枚目 2–13         | 西十両7枚目 6–9           | 西十両11枚目 引退 2–7–6     |                         |                             |
| 各欄の数字は、「勝ち-負け-休場」を示す。 優勝 引退 休場 十両 幕下 三賞：敢=敢闘賞、殊=殊勲賞、技=技能賞 その他：★=金星 番付階級：幕内 - 十両 - 幕下 - 三段目 - 序二段 - 序ノ口 幕内序列：横綱 - 大関 - 関脇 - 小結 - 前頭（「#数字」は各位内の序列） |                         |                           |                           |                             |                         |                             |

## 改名歴
- 義ノ花 成典（よしのはな まさのり）1959年7月場所-1967年7月場所
- 義ノ花 正典（よしのはな -）1967年9月場所
- 義ノ花 成典（よしのはな -）1967年11月場所-1969年1月場所
- 義ノ花 正典（よしのはな -）1969年3月場所
- 義ノ花 成典（よしのはな -）1969年5月場所-1970年7月場所
- 義ノ花 將城（よしのはな まさき）1970年9月場所-1973年7月場所

## 年寄変遷
- 稲川 將城（いながわ まさき）1973年7月-1973年9月
- 稲川 成典（- まさのり）1973年9月-2008年9月（停年退職）